# Marcel Fässler (pilote automobile)
 (août 2025).
Pour les articles homonymes, voir Marcel Fässler.
Marcel Fässler, né le 27 mai 1976 à Einsiedeln, est un pilote automobile suisse. En 2011, il devient le premier suisse à remporter les 24 Heures du Mans.

## Biographie
Marcel Fässler commence sa carrière en 1995, en monoplace, dans le championnat français de Formule Renault Elf Campus. Conservé par la Filière Elf, il passe en Formule Renault en 2016, avant de progresser en Formule 3 et plus tard dans le Deutsche Tourenwagen Masters (DTM) où il pilote pour Mercedes-Benz, terminant plusieurs saisons dans le top 5.
Sa carrière prend un tournant décisif lorsqu'il s'oriente vers les courses d'endurance, rejoignant l'équipe Audi Sport Team Joest dans le Championnat du Monde d'Endurance de la FIA. Aux côtés de ses coéquipiers Benoît Tréluyer et André Lotterer, il remporte les 24 Heures du Mans à trois reprises (2011, 2012, 2014) et est couronné avec ses coéquipiers champion du monde d'endurance en 2012.
En plus de ses succès avec Audi, Fässler court également pour Corvette Racing dans la catégorie LMGTE Pro entre 2017 et 2019. Sa carrière en endurance est marquée par 14 participations aux 24 Heures du Mans, incluant trois victoires et deux autres podiums .
En 2021, à l'âge de 44 ans, Fässler annonce sa retraite de la compétition professionnelle à plein temps. 

## Palmarès
- Formule Renault
  - Participation de 1995 à 1996

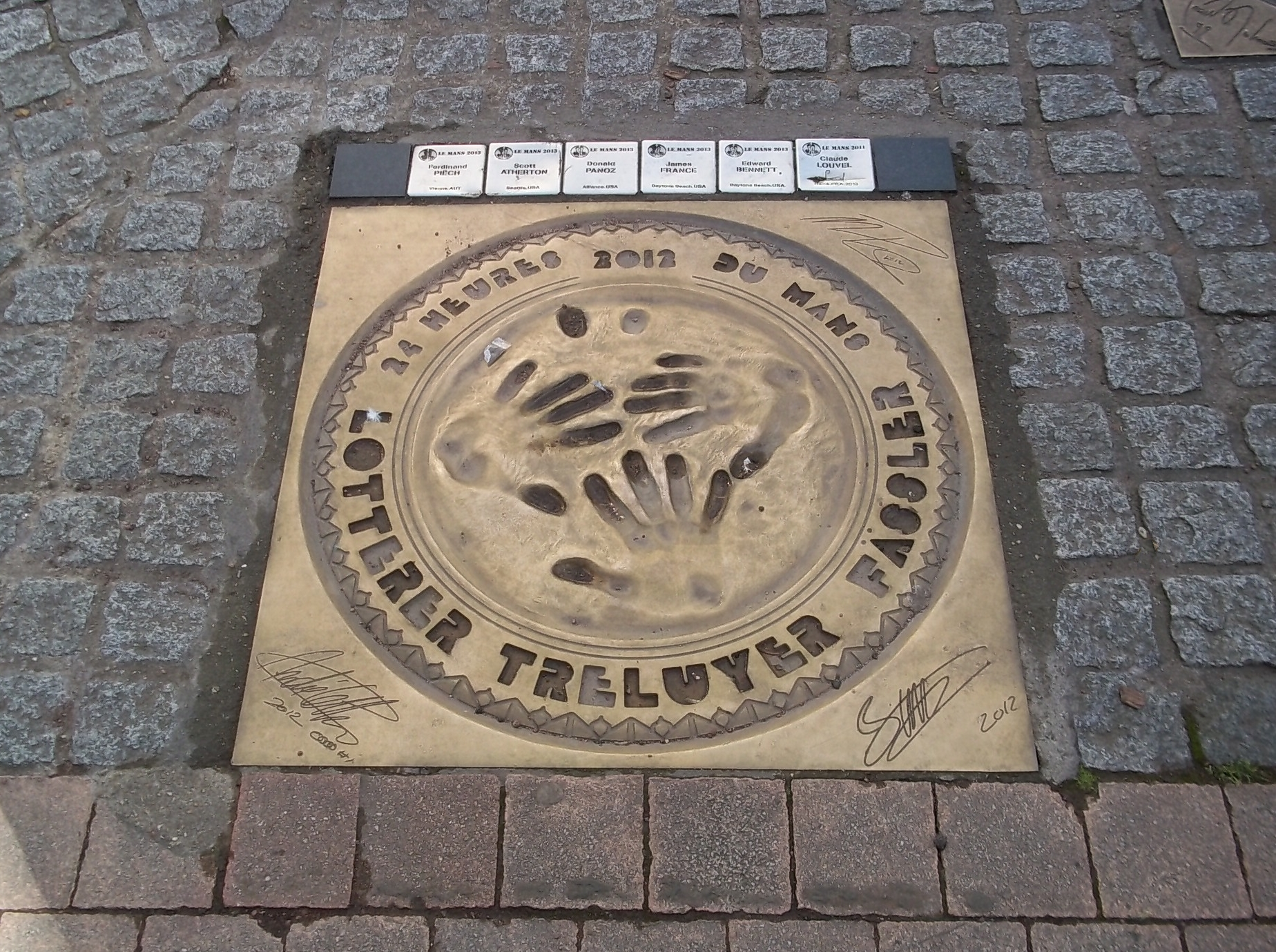
Empreintes des vainqueurs des 24 heures 2012 - Walk of fame - Le Mans

  - 3e de Formule Renault Campus en 1995
  - 3e du Championnat de France de Formule Renault en 1996

- Formule 3
  - Participation de 1997 à 1999
  - 4e du Championnat de France de Formule 3 en 1998
  - 2e du Championnat d'Allemagne de Formule 3 en 1999 avec quatre victoires

- DTM
  - Participation de 2000 à 2005
  - 3e du Championnat DTM 2003
  - Trois victoires, en 2001, 2002 et 2003

- FIA GT
  - Participation de 2006 à 2008
  - Deux victoires, en 2007 à Spa-Francorchamps et en 2008 à Bucarest

- 24 Heures de Spa
  - Vainqueur en 2007 sur Chevrolet Corvette C6.R avec Jean-Denis Delétraz, Fabrizio Gollin et Mike Hezemans
  - 2e en 2006, et 3e en 2009

- International GT Open
  - Participation en 2008 et 2009
  - Champion en 2009
  - Six victoires en 2009

- 24 Heures du Mans
  - Sept participations depuis 2006
  - 2e en 2010 sur une Audi R15 TDI Plus du Audi Sport Team Joest avec André Lotterer et Benoît Tréluyer
  - Vainqueur en 2011 sur une Audi R18 TDI du Audi Sport Team Joest avec André Lotterer et Benoît Tréluyer
  - Vainqueur en 2012 sur une Audi R18 e-tron quattro du Audi Sport Team Joest avec André Lotterer et Benoît Tréluyer
  - Vainqueur en 2014 sur une Audi R18 e-tron quattro du Audi Sport Team Joest avec André Lotterer et Benoît Tréluyer

- Championnat du monde d'endurance FIA 2012
  - Champion avec 3 victoires pour Audi Sport Team Joest

- 6 Heures de Silverstone et de Bahreïn
  - Vainqueur en 2012

- Championnat du monde d'endurance FIA 2013
  - vice-champion avec 3 victoires pour Audi Sport Team Joest

- 12 Heures de Sebring (American Le Mans Series), 6 Heures de Spa, d'Interlagos et de Shanghai
  - Vainqueur en 2013

- Championnat du monde d'endurance FIA 2014
  - vice-champion avec 2 victoires pour Audi Sport Team Joest

- 6 Heures d'Austin
  - Vainqueur en 2014

- 6 Heures de Silverstone et de 6 Heures de Spa
  - Vainqueur en 2015

- 24 Heures du Nürburgring
  - 3e en 2011 et 2017

## Résultats aux 24 Heures du Mans
| Année | Classe    | no | Pneumatiques | Véhicule                                                       | Écuries               | Équipiers                           | Tours | Pos. | Classe Pos. |
| ----- | --------- | -- | ------------ | -------------------------------------------------------------- | --------------------- | ----------------------------------- | ----- | ---- | ----------- |
| 2006  | LMP1      | 5  | M            | Courage LC70 Judd GV5 S2 5.0L V10                              | Swiss Spirit          | Harold Primat Philipp Peter         | 132   | ABD. | ABD.        |
| 2007  | LMP1      | 5  | M            | Lola B07/18 Audi 3.6L Turbo V8                                 | Swiss Spirit          | Jean-Denis Delétraz Iradj Alexander | 62    | ABD. | ABD.        |
| 2008  | LMP1      | 6  | M            | Courage-Oreca LC70 Judd GV5.5 S2 5.5L V10                      | Team Oreca-Matmut     | Olivier Panis Simon Pagenaud        | 147   | ABD. | ABD.        |
| 2009  | GT1       | 64 | M            | Chevrolet Corvette C6.R LS7.R7.0 L V8                          | Corvette Racing       | Olivier Beretta Oliver Gavin        | 311   | ABD. | ABD.        |
| 2010  | LMP1      | 8  | M            | Audi R15+ TDI Audi TDI 5.5L Turbo V10 (Diesel)                 | Audi Sport Team Joest | André Lotterer Benoît Tréluyer      | 396   | 2e   | 2e          |
| 2011  | LMP1      | 2  | M            | Audi R18 TDI Audi TDI 3.7L Turbo V6 (Diesel)                   | Audi Sport Team Joest | André Lotterer Benoît Tréluyer      | 355   | 1er  | 1er         |
| 2012  | LMP1      | 1  | M            | Audi R18 e-tron quattro Audi TDI 3.7L Turbo V6 (Hybrid Diesel) | Audi Sport Team Joest | André Lotterer Benoît Tréluyer      | 378   | 1er  | 1er         |
| 2013  | LMP1      | 1  | M            | Audi R18 e-tron quattro Audi TDI 3.7L Turbo V6 (Hybrid Diesel) | Audi Sport Team Joest | André Lotterer Benoît Tréluyer      | 338   | 5e   | 5e          |
| 2014  | LMP1-H    | 2  | M            | Audi R18 e-tron quattro Audi TDI 4.0L Turbo V6 (Hybrid Diesel) | Audi Sport Team Joest | André Lotterer Benoît Tréluyer      | 379   | 1er  | 1er         |
| 2015  | LMP1      | 7  | M            | Audi R18 e-tron quattro Audi TDI 4.0L Turbo V6 (Hybrid Diesel) | Audi Sport Team Joest | André Lotterer Benoît Tréluyer      | 393   | 3e   | 3e          |
| 2016  | LMP1      | 7  | M            | Audi R18 Audi TDI 4.0L Turbo Diesel V6 (Hybrid)                | Audi Sport Team Joest | André Lotterer Benoît Tréluyer      | 367   | 4e   | 4e          |
| 2017  | LMGTE Pro | 64 | M            | Chevrolet Corvette C7.R Chevrolet LT5.5 5.5L V8                | Corvette Racing       | Oliver Gavin Tommy Milner           | 335   | 24e  | 8e          |
| 2018  | LMGTE Pro | 64 | M            | Chevrolet Corvette C7.R Chevrolet LT5.5 5.5L V8                | Corvette Racing       | Oliver Gavin Tommy Milner           | 259   | ABD. | ABD.        |
| 2019  | LMGTE Pro | 64 | M            | Chevrolet Corvette C7.R Chevrolet LT5.5 5.5L V8                | Corvette Racing       | Oliver Gavin Tommy Milner           | 82    | ABD. | ABD.        |

## Résultats aux 24 Heures de Daytona
| Année | Classe | no | Pneumatiques | Véhicule                              | Écuries         | Équipiers                 | Tours | Pos. | Classe Pos. |
| ----- | ------ | -- | ------------ | ------------------------------------- | --------------- | ------------------------- | ----- | ---- | ----------- |
| 2016  | GTLM   | 4  | M            | Chevrolet Corvette C7.R LT5.5 5.5L V8 | Corvette Racing | Oliver Gavin Tommy Milner | 722   | 7e   | 1er         |
| 2017  | GTLM   | 4  | M            | Chevrolet Corvette C7.R LT5.5 5.5L V8 | Corvette Racing | Oliver Gavin Tommy Milner | 636   | 16e  | 9e          |
| 2018  | GTLM   | 4  | M            | Chevrolet Corvette C7.R LT5.5 5.5L V8 | Corvette Racing | Oliver Gavin Tommy Milner | 780   | 14e  | 4e          |
| 2019  | GTLM   | 4  | M            | Chevrolet Corvette C7.R LT5.5 5.5L V8 | Corvette Racing | Oliver Gavin Tommy Milner | 555   | 29e  | 8e          |
| 2020  | GTLM   | 4  | M            | Chevrolet Corvette C8.R 5.5L V8       | Corvette Racing | Oliver Gavin Tommy Milner | 461   | 36e  | 7e          |

## Résultats aux 12 Heures de Sebring
| Année | Classe | no | Pneumatiques | Véhicule                                                       | Écuries               | Équipiers                      | Tours | Pos. | Classe Pos. |
| ----- | ------ | -- | ------------ | -------------------------------------------------------------- | --------------------- | ------------------------------ | ----- | ---- | ----------- |
| 2009  | GT1    | 4  | M            | Chevrolet Corvette C6.R LS7.R7.0 L V8                          | Corvette Racing       | Oliver Gavin Olivier Beretta   | 348   | 6e   | 2e          |
| 2012  | P1     | 1  | M            | Audi R18 TDI Audi TDI 3.7L Turbo V6 (Diesel)                   | Audi Sport Team Joest | André Lotterer Benoît Tréluyer | 310   | 16e  | 5e          |
| 2013  | P1     | 1  | M            | Audi R18 e-tron quattro Audi TDI 3.7L Turbo V6 (Hybrid Diesel) | Audi Sport Team Joest | Oliver Jarvis Benoît Tréluyer  | 364   | 1er  | 1er         |
| 2016  | GTLM   | 4  | M            | Chevrolet Corvette C7.R LT5.5 5.5L V8                          | Corvette Racing       | Oliver Gavin Tommy Milner      | 235   | 10e  | 1er         |
| 2017  | GTLM   | 4  | M            | Chevrolet Corvette C7.R LT5.5 5.5L V8                          | Corvette Racing       | Oliver Gavin Tommy Milner      | 42    | ABD. | ABD.        |
| 2018  | GTLM   | 4  | M            | Chevrolet Corvette C7.R LT5.5 5.5L V8                          | Corvette Racing       | Oliver Gavin Tommy Milner      | 327   | 15e  | 6e          |
| 2019  | GTLM   | 4  | M            | Chevrolet Corvette C7.R LT5.5 5.5L V8                          | Corvette Racing       | Oliver Gavin Tommy Milner      | 321   | 18e  | 8e          |
| 2020  | GTLM   | 4  | M            | Chevrolet Corvette C8.R LT5.5 5.5L V8                          | Corvette Racing       | Oliver Gavin Tommy Milner      | 292   | 27e  | 6e          |

## Résultats aux 24 Heures de Spa
| Année | Classe  | no  | Pneumatiques | Véhicule                                | Écuries                    | Équipiers                                          | Tours | Pos. | Classe Pos. |
| ----- | ------- | --- | ------------ | --------------------------------------- | -------------------------- | -------------------------------------------------- | ----- | ---- | ----------- |
| 2006  | GT1     | 5   | M            | Aston Martin DBR9 Aston Martin 6.0L V12 | Phoenix Racing             | Andrea Bertolini Michael Bartels Eric van de Poele | 589   | 2e   | 2e          |
| 2007  | GT1     | 5   | M            | Chevrolet Corvette C6.R LS7.R7.0 L V8   | Phoenix Racing             | Mike Hezemans Jean-Denis Delétraz Fabrizio Gollin  | 532   | 1er  | 1er         |
| 2008  | GT1     | 6   | M            | Chevrolet Corvette C6.R LS7.R7.0 L V8   | Phoenix Carsport Racing    | Mike Hezemans Jean-Denis Delétraz Fabrizio Gollin  | 460   | ABD. | ABD.        |
| 2009  | G2      | 111 | M            | Audi R8 LMS Audi 5.2L V10               | Audi Sport Team Phoenix    | Henri Moser Alexandros Margaritis Marc Basseng     | 544   | 3e   | 1er         |
| 2010  | GT3     | 50  | M            | Audi R8 LMS Audi 5.2L V10               | Audi Sport Team Phoenix    | Mike Rockenfeller Lucas Luhr Anthony Kumpen        | 294   | ABD. | ABD.        |
| 2011  | GT3 Pro | 98  | M            | Audi R8 LMS Audi 5.2L V10               | Audi Sport Team Phoenix    | Andrea Piccini Mike Rockenfeller                   | 510   | 14e  | 8e          |
| 2012  | GT3 Pro | 6   | M            | Audi R8 LMS Ultra Audi 5.2L V10         | Audi Sport Team Phoenix    | André Lotterer Tom Kristensen                      | 501   | 6e   | 5e          |
| 2013  | Pro     | 13  | P            | Audi R8 LMS Ultra Audi 5.2L V10         | Belgian Audi Club Team WRT | Edward Sandström Mattias Ekström                   | 149   | ABD. | ABD.        |
| 2014  | Pro     | 2   | P            | Audi R8 LMS Ultra Audi 5.2L V10         | Belgian Audi Club Team WRT | André Lotterer Benoit Tréluyer                     | 516   | 12e  | 8e          |
| 2015  | Pro     | 6   | P            | Audi R8 LMS Ultra Audi 5.2L V10         | Audi Sport Team Phoenix    | André Lotterer Mike Rockenfeller                   | 530   | 5e   | 4e          |
| 2017  | Pro     | 5   | P            | Audi R8 LMS Audi 5.2L V10               | Audi Sport Team WRT        | André Lotterer Dries Vanthoor                      | 541   | 11e  | 11e         |
| 2018  | Pro     | 17  | P            | Audi R8 LMS Audi 5.2L V10               | Belgian Audi Club Team WRT | Stuart Leonard Daniel Serra                        | 94    | ABD. | ABD.        |

## Résultats aux 24 Heures du Nürburgring
| Année | Classe  | no | Pneumatiques | Véhicule                                  | Écuries                        | Équipiers                                          | Tours | Pos. | Classe Pos. |
| ----- | ------- | -- | ------------ | ----------------------------------------- | ------------------------------ | -------------------------------------------------- | ----- | ---- | ----------- |
| 2007  | SP8     | 7  | M            | Aston Martin DBRS9 Aston Martin 6.0 L V12 | Team Phoenix                   | Klaus Ludwig Robert Lechner de:Sascha Bert         |       | ABD. | ABD.        |
| 2009  | SP9-GT3 | 99 | M            | Audi R8 LMS Audi 5.2L V10                 | Audi Sport Team Phoenix        | Marc Basseng Frank Stippler Mike Rockenfeller      | 149   | 5e   | 4e          |
| 2010  | SP9-GT3 | 99 | M            | Audi R8 LMS Audi 5.2L V10                 | Audi Sport Team Phoenix        | Frank Biela de:Marc Hennerici Pierre Kaffer        |       | ABD. | ABD.        |
| 2011  | SP9-GT3 | 14 | M            | Audi R8 LMS Audi 5.2L V10                 | Audi Sport Team Phoenix        | Marc Basseng Frank Stippler Andrea Piccini         | 155   | 3e   | 1er         |
| 2012  | SP9 GT3 | 2  | M            | Audi R8 LMS Ultra Audi 5.2L V10           | Audi Sport Team Phoenix        | René Rast Frank Stippler Christopher Mies          | 151   | 5e   | 5e          |
| 2013  | SP9 GT3 | 1  | M            | Audi R8 LMS Ultra Audi 5.2L V10           | G-Drive Racing by Phoenix      | Mike Rockenfeller Frank Stippler Markus Winkelhock | 87    | 5e   | 5e          |
| 2014  | SP9 GT3 | 3  | M            | Audi R8 LMS Ultra Audi 5.2L V10           | Audi Sport Team Phoenix        | Marc Basseng Frank Stippler Laurens Vanthoor       | 8     | ABD. | ABD.        |
| 2015  | SP9 GT3 | 4  | M            | Audi R8 LMS Audi 5.2L V10                 | Audi Sport Team Phoenix        | Marc Basseng Mike Rockenfeller Frank Stippler      |       | ABD. | ABD.        |
| 2017  | SP9 GT3 | 9  | D            | Audi R8 LMS Audi 5.2L V10                 | Audi Sport Team WRT            | Nico Müller Robin Frijns René Rast                 | 158   | 3e   | 3e          |
| 2018  | SP9 GT3 | 25 | M            | Audi R8 LMS Audi 5.2L V10                 | Audi Sport Team BWT            | Stefan Mücke Christer Jöns Pierre Kaffer           | 130   | 14e  | 13e         |
| 2019  | SP9 GT3 | 14 | M            | Audi R8 LMS Audi 5.2L V10                 | Audi Sport Team Car Collection | Markus Winkelhock Christopher Haase René Rast      | 156   | 4e   | 4e          |